# Ratpenat frugívor de Mindanao
El ratpenat frugívor de Mindanao (Alionycteris paucidentata) és una espècie de ratpenat de la família dels pteropòdids, l'única del gènere Alionycteris. És endèmic de les Filipines. El seu hàbitat natural són els boscos secs tropicals o subtropicals. És una espècie en risc mínim, és a dir, no sembla que hi hagi cap amenaça significativa per a la seva supervivència.